# 슈바르츠호
슈바르츠호(독일어: Schwarzsee, 독일어로 ‘검은 호수’)는 스위스 발레주의 체르마트 근처에 있는 작은 호수이다. 마테호른 아래 산등성이(2,583m)와 해발 2,552m의 같은 이름의 케이블카 정류장 옆에 있다.
표면적은 0.5ha이다. 성모 대성전 봉헌 축일에 헌정된 예배당인 마리아 쭘 시니(Maria zum Schnee) 예배당은 호수 가장자리에 있다.
슈바르츠제는 마터호른을 등반하고 약 2시간이면 도착할 수 있는 회른리 산장까지 하이킹을 하기 위한 출발점이다. 과거에 슈바르츠호는 스키 리프트와 소형 케이블카를 통해서만 접근할 수 있었다. 그동안 오래된 리프트는 체르마트 베르크바넨의 재건 노력의 일환으로 현대적인 곤돌라 리프트로 교체되었다. 관광업계에서는 체르마트 스키장에서 아침 해가 가장 먼저 닿는 곳을 슈바르츠제 파라다이스라고 부른다.